# Abkommen von Gaeta
Das Abkommen von Gaeta war ein in Gaeta am 26. März 1451 geschlossenes politisches Abkommen zwischen Alfonso V. und zwei Botschaftern Skanderbegs: Stefan, Bischof von Kruja und Nikollë de Berguçi. In dem Abkommen sollte sich Skanderbeg als ein Vasall Alfonsos anerkennen, zum Ausgleich würde er die Liga von Lezha vor dem Osmanischen Reich beschützen.

## Bedingungen des Abkommens
Das Abkommen wurde von Skanderbeg verlangt, um den Schutz Albaniens und der Liga von Lezha gegen das Osmanische Reich zu gewährleisten. Obwohl Alfonso selber dem Abkommen zugestimmt hatte, unterzeichnete den Vertrag Arnaldo Fonolleda. Die zwei albanischen Botschafter waren Bischöfe: Stefan war ein Bischof der Orthodoxen Kirchen und Nikollë de Berguçi einer der römisch-katholischen Kirche.
Das Abkommen legte fest, dass Alfonso verpflichtet war, jede albanische Stadt unter Gefahr zu verteidigen, wenn die Albaner Militärhilfe vom Königreich Neapel brauchten. Als Gegenleistung sollte Skanderbeg einen Treueeid für die Krone Aragons leisten. Sobald Albanien von der türkischen Invasion befreit war, sollte Skanderbeg ihm einen jährlichen Tribut von 6.000 Dukaten zahlen und die Krone Aragons anerkennen, jedoch sollte er seine Autonomie und Selbstverwaltung behalten. In Kruja würde Alfons dann einen Vizekönig einsetzen. In Kruja sollte ein Vizekönig eingesetzt werden. Der letzte Punkt des Abkommens besagte, dass Skanderbeg Salz nur von den Lagerhallen Alfonsos anstatt vom Osmanischen Reich kaufen sollte zum gleichen Preis wie von den Osmanen.

## Nachwirkungen
Nachdem Alfonso dieses Abkommen mit Skanderbeg geschlossen hatte, unterzeichnete er ähnliche Abkommen mit anderen albanischen Herrschern: Gjergj Arianiti, Gjin Muzaka, Pal Dukagjini, Peter Spani, Pjeter von Himara, Simon Zanebisha und andere.